# Olivier Allamand
Olivier Allamand (31 luglio 1969) è un ex sciatore freestyle francese, specialista nelle gobbe.

## Carriera
Finì secondo nella gara di freestyle alle Olimpiadi di Albertville 1992, dietro solo al connazionale Edgar Grospiron.

## Palmarès

### Olimpiadi
- 1 medaglia:
  - 1 argento (gobbe a Albertville 1992).